# Larissa Nevierov
Larissa Nevierov (Trieste, 18 settembre 1974) è un'ex velista italiana.
Campionessa mondiale nella categoria Laser Radial nel 1998, ha partecipato a 3 edizioni dei Giochi olimpici estivi (2000, 2004 e 2008) e a 2 edizioni dei Giochi del Mediterraneo, in cui ha ottenuto una medaglia d'oro (nel 2001) e una d'argento (nel 2005).

## Palmarès
- Giochi del Mediterraneo

 Oro nella categoria Laser (Tunisi 2001)
 Argento nella categoria Laser (Almería 2005)
- Campionati mondiali di Laser Radial

 Argento a Tenerife (Spagna) nel 1995
 Argento a Simon's Town (Sudafrica) nel 1996
 Oro a Medemblik (Paesi Bassi) nel 1998
 Argento a Vilanova i la Geltrú (Spagna) nel 2001
- Campionati europei di Laser Radial

 Argento a Lorient (Francia) nel 1990
 Oro a Cagliari (Italia) nel 1993
 Bronzo ad Hayling Island (Regno Unito) nel 1994
 Oro ad Istanbul (Turchia) nel 1995
 Argento a Quiberon (Francia) nel 1996